# Mary J. Blige
Mary J. Blige (n. 11 ianuarie 1971) este o cântăreață, rapperiță, actriță și compozitoare americană. Laureată a nouă premii Grammy, Blige este considerată una dintre cele mai influente și versatile voci feminine din muzica hip hop.

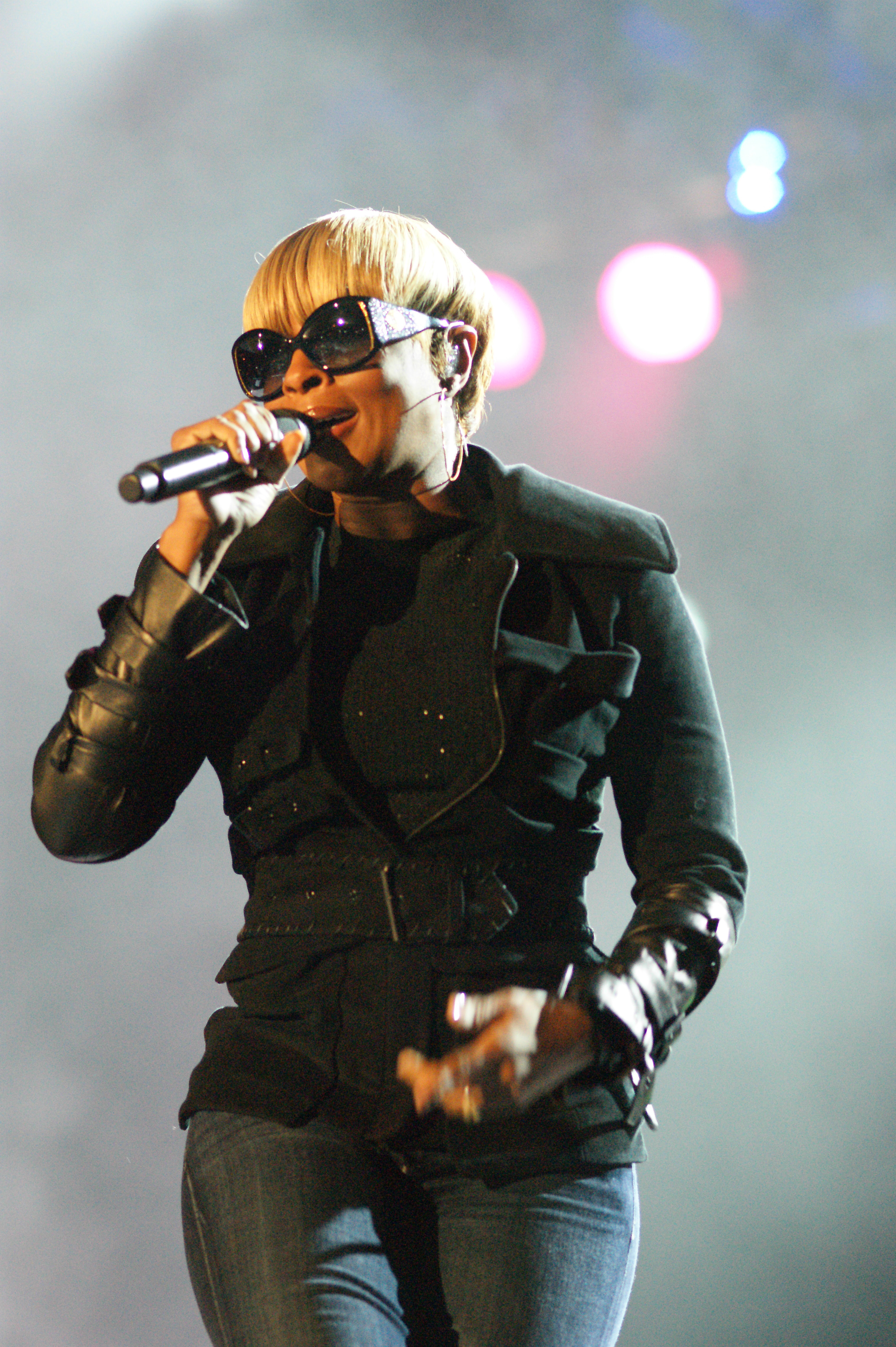
Mary J. Blige în 2010

## Discografie
Albume
- 1992: What's the 411?
- 1994: My Life
- 1997: Share My World
- 1999: Mary
- 2001: No More Drama
- 2003: Love & Life
- 2005: The Breakthrough
- 2007: Growing Pains
- 2009: Stronger with Each Tear
- 2011: My Life II... The Journey Continues (Act 1)
- 2013: A Mary Christmas
- 2014: The London Sessions
- 2017: Strenght of a Woman

## Filmografie
- Prison Song (2001)
- I Can Do Bad All By Myself (2009)
- Rock of Ages (2012)
- Black Nativity (2013)
- Champs (2014)
- Mudbound (2017)
- Sherlock Gnomes (2018)	ca	Irene (voce)
- Pink Skies Ahead (2020)	ca	Doctor Monroe
- Trolls World Tour (2020)	ca	Queen Essence (voce)
- Body Cam (2020)	ca	Renee
- The Violent Heart (2020)	ca	Nina;	Post-producție
- Respect (2020)